# نشلا
نِشَلّا (نشالّا، نشالده، نشلده) نوعی شیرینی سفید رنگ، کشدار و کف‌مانند است که از ریشهٔ نوعی گیاه حاوی ساپونین که تاجیکان به آن بیخ می‌گویند و در ایران به نام چوبک شناخته می‌شود، آب، شکر و سفیدهٔ تخم‌مرغ درست می‌شود. در تاجیکستان معمولاً آن را برای نوروز یا ماه رمضان تهیه می‌کنند.